# Settsu (provincia)

Mappa delle province giapponesi con la provincia di Settsu evidenziata

La provincia di Settsu (giapponese: 摂津国, Settsu no kuni), alle volte chiamata provincia di Tsu (津国, Tsu no kuni, o provincia di Sesshu, 摂州, Sesshū), è una delle vecchie province del Giappone il cui territorio corrisponde alla parte orientale delle odierna prefettura di Hyōgo e a quella settentrionale di Ōsaka.
La città di Osaka ed il Castello di Osaka furono i centri principali della provincia. Durante il periodo Sengoku il clan Miyoshi governò Settsu e le vicine Izumi e Kawachi fino a che non vennero conquistati da Oda Nobunaga. Le province vennero in seguito governate da Toyotomi Hideyoshi. I reggenti del figlio di Hideyoshi presto lottarono tra loro e quando Ishida Mitsunari perse la Battaglia di Sekigahara, l'area venne data ai parenti di Tokugawa Ieyasu.